# Dictionnaires statistiques, topographiques, historiques et politiques
Le mot statistique - au singulier - conservait au début du XIXe siècle le sens que lui avait donné l'Allemand Archenwell qui avait créé ce néologisme au milieu du XVIIIe siècle, celui de « science de l'État ».
Au moment où, vers 1810, a commencé le mouvement des Dictionnaires statistiques départementaux, cette notion est très différente de celle de statistiques - au pluriel - que l'on utilise actuellement au sens que lui a donné Condorcet: une représentation du monde par des tableaux de chiffres, et la mise en évidence de variations et de changements qui indiquent les mouvements de l'histoire. À cette époque, qui suit les bouleversements de la Révolution, c'était au contraire la stabilité du monde que l'on s'efforçait de retrouver, c'était l'idée d'état, ou d'État, de ce qui se tient, de ce qui est établi, et de ce qui est stable, par delà les transformations et les révolutions, qui est exprimée par la vogue du mot statistique, un peu comme la notion de sociologie "statique" qu'Auguste Comte oppose à la sociologie "dynamique".
De là cette entreprise pour établir des Dictionnaires statistiques, portant le plus souvent comme sous-titre : Topographiques, historiques, archéologique, politiques : elle satisfaisait aussi bien la visée des administrateurs jacobins qui ne savaient plus sur quoi fonder une politique, que le mouvement réactionnaire des notables qui aspirent à un retour à une tranquillité politique et sociale qu'on ne savait plus sur quoi tabler.
C'est un ancien sous-préfet de Normandie, N ?, membre de l'Académie celtique, qu'on voit pour la première fois former le projet d'établir pour chaque département, sous le nom de Dictionnaire statistique, une monographie qui ferait sa description sous tous ses aspects : historique, topographique, archéologique, linguistique, historique, politique, monumental, etc. L'idée n'était pas nouvelle, elle reprenait sous cette nouvelle appellation de statistique, le projet des Mémoires des intendants (1696-1701) qu'avait compilé en forme de dictionnaire  Jean-Aimar Piganiol de La Force (1673-1753). Le Dictionnaire des Gaules et de la France, de l'abbé Expilly, procédait du même esprit. Cependant, avec cette nouvelle étape, elle se systématise dans un programme d'enquête qualitative plus exhaustif et plus scientifique qui est très semblable à celui proposé par Joseph-Marie de Gérando.

## Postérité
Au point de vue des données numériques, le Ministre de l'Intérieur publie en 1852 une Statistique générale de la France 1834-1852, et prend le Décret du 1er janvier 1852 qui crée dans chaque chef-lieu de canton une commission de statistique dont les données seront centralisées au Ministère de l'Intérieur.
Au point de vue des données qualitatives, un certain nombre de ces ouvrages a vu le jour après un travail approfondi de recherche documentaire et archéologique de tout ce qui est immuable en matière de coutumes, d'institutions, d'administration, de topographie, de langues, de monuments, d'hagiographie, de mythes et de folklore. Les dénombrements y sont peu nombreux, essentiellement démographiques, géographiques, administratifs, mais très peu économiques.

## Dictionnaires statistiques nationaux
- Statistique générale et particulière de la France et de ses colonies avec une nouvelle description topographique, physique, agricole, politique, industrielle et commerciale de cet État (…) Où l’on trouve aussi un très grand nombre de tableaux représentant sous un seul coup d’œil, toutes les anciennes divisions géographiques, militaires, ecclésiastiques, etc., le commerce intérieur et extérieur, les localités, le nombre et le produit des mines, forges, fonderies, usines, salines, les force de terre et de mer, etc, avec un Grand Atlas contenant 19 tableaux et 9 grandes cartes enluminées, tant de la France et de sa navigation intérieure, que des colonies et établissements Français dans les quatre parties du Monde, dressées par Jean-Baptiste Poirson et gravées en taille douce par Tardieu l’aîné, par une société de gens de lettres et de savans et publié par P. E. Herbin de Halle, Paris, édition F. Buisson, An XII (1803-1804), 7 volumes in-8° + 1 volume grand in-4° d'atlas[1].

## Dictionnaires statistiques départementaux
- Dictionnaire topographique du département de la Drôme ... rédigé sous les auspices de la société d'archéologie et de statistique de la Drôme, par, in-4°, Paris, Imprimerie nationale, 1884
- Louis-Étienne Charpillon et Anatole Caresme, Dictionnaire historique de toutes les communes du département de l'Eure - histoire, géographie, statistique, t. I & II, Delcroix, 1867-1879 (réimpr. 1966), 1970 p.
- L'Alsace ancienne et moderne, ou Dictionnaire topographique, historique et statistique du Haut et Bas Rhin, par Baquol, P. Riestelhubert, in-8°, Strasbourg, 1851, 2e édition, 1865, 3e édition, 644 p.
- Référence:Dictionnaire statistique, ou Histoire, description et statistique du département du Cantal, par Jean-Baptiste de Ribier du Châtelet, ouvrage revu et augmenté par la Société Cantalienne, 1852-1857, à Aurillac, en 5 volumes in-8°. Rééditions 1990, 2005.
- Dictionnaire topographique, historique et statistique de la Sarthe, suivi d'une biographie et d'une bibliographie, par Julien Rémy Pesche, 1829
- Statistique des provinces de Savone, d'Oneille, d'Acqui et de la partie de la province de Mondonvi formant l'ancien département de Montenotte, par Chabrol de Vic, 2 in-4°, Paris, Didot, 1824
- Dictionnaire géographique, historique et statistique des communes de la Franche-Comté et des hameaux qui en dépendent, par A Rousset, 1853
- Dictionnaire géographique, statistique et historique du Canton de Vaud, par Louis Lavade, 2 vol. in-8°, Lausanne, 1824
- Jacques-Antoine Delpon, Statistique du département du Lot, t. 1, Cahors, Bachelier, 1831 (réimpr. 1979), 554 p. (ISBN 2-902422-00-8).

## Inventaires topographiques
Un inventaire topographique proprement dit (Dictionnaire topographique) s'est efforcé de recenser et localiser tous les noms de lieux de la France, anciens et modernes, par département ; il est toujours en cours d'achèvement. Dans le même temps, les Répertoires archéologiques ont entrepris de signaler les principaux monuments de chaque département. De nos jours, il s'agit d'une collection de monographies archéologiques, historiques et culturelles portant sur un territoire, en général un canton ou une ville, établies dans le cadre de l'Inventaire général du patrimoine et des richesses artistiques de la France et édités par l'Imprimerie nationale.